# آلکس لاتا
آلکس لاتا (انگلیسی: Alex Latta؛ ۱ سپتامبر ۱۸۶۷ – ۲۵ اوت ۱۹۲۸) بازیکن فوتبال اهل بریتانیا بود.
از باشگاه‌هایی که در آن بازی کرده‌است می‌توان به باشگاه فوتبال دومبارتون، باشگاه فوتبال اورتون، باشگاه فوتبال لیورپول، و تیم ملی فوتبال اسکاتلند اشاره کرد.